# Tolbutamid
Tolbutamíd je antidiabetik (protisladkorno zdravilo) iz skupine sulfonilsečnin prve generacije. Gre za peroralni antidiabetik s krajšim učinkom. Deluje kot zaviralec od ATP odvisnih kalijevih kanalčkov celic B v trebušni slinavki.
V klinični uporabi so tolbutamid in druge predstavnike prve generacije sulfonilsečnin v veliki meri izpodrinile sulfonilsečnine druge generacije, ki izkazujejo večjo potentnost in jih je možno odmerjati v manjših odmerkih in povečini enkrat dnevno, poleg tega pa imajo boljši varnostni profil (manjše tveganje za hipoglikemijo, hipoglikemično komo in manjše tveganje za srčno-žilne zaplete).

## Mehanizem delovanja
Tolbutamid deluje kot drugi antidiabetiki iz skupine sulfonilsečnin na celice B trebušne slinavke, v katerih zavirajo od ATP odvisne kalijeve kanalčke. Posledično pride do izplavljanja kalijevih ionov iz celic, kar povzroči depolarizacijo celice, vpljavljanje kalcijevih ionov v celico, vezavo kalcija na kalmodulin, aktivacijo kinaz in naposled eksocitozo celičnih zrnc, ki vsebujejo inzulin. Tolbutamid naj bi poleg opisanega mehanizma spodbujanja sproščanja inzulina iz celic B tudi povečal število inzulinskih receptorjev na površini celic in njihovo afiniteto do vezave inzulina ter s tem večji odziv perifernih tkiv na inzulin.